# Caccobius excavatus
Caccobius excavatus là một loài bọ cánh cứng trong họ Bọ hung (Scarabaeidae).